# Governo de Coalizão do Kampuchea Democrático

A bandeira do Kampuchea Democrático.

O Governo de Coalizão do Kampuchea Democrático  (em quemer: រដ្ឋាភិបាលចំរុះកម្ពុជាប្រជាធិបតេយ្យ) foi um governo de coalizão no exílio, composto por três facções políticas do Camboja que lutavam pela recuperação do poder, após a invasão vietnamita : o partido Funcinpec (do príncipe Norodom Sihanouk), o Partido do Kampuchea Democrático (Quemer Vermelho) e a Frente Nacional de Libertação do Povo Quemer (FNLPK) formada em 1982, ampliando o  regime deposto do Kampuchea Democrático.